# Sébastien Lakou
Sébastien Lakou – kongijski piłkarz grający na pozycji napastnika. W swojej karierze rozegrał 24 mecze i strzelił 3 gole w reprezentacji Konga.

## Kariera klubowa
W swojej karierze piłkarskiej Lakou grał w klubie CARA Brazzaville.

## Kariera reprezentacyjna
W reprezentacji Konga Lakou zadebiutował w 1973 roku. W 1974 roku powołano go do kadry na Puchar Narodów Afryki 1974. Wystąpił w nim w dwóch meczach: grupowym z Mauritiusem (2:0), w którym strzelił gola i o 3. miejsce z Egiptem (0:4). Z Kongiem zajął 4. miejsce w tym turnieju.
W 1978 roku Lakou był w kadrze Konga na Puchar Narodów Afryki 1978. W nim rozegrał jeden mecz grupowy, z Ugandą (1:3). W kadrze narodowej grał do 1978 roku. Wystąpił w niej 24 razy i strzelił 3 gole.